# Heavy D
Heavy D (* 24. Mai 1967 in Mandeville, Jamaika; † 8. November 2011 in Los Angeles, Kalifornien; eigentlich Dwight Errington Myers) war ein US-amerikanischer Rapper, Schauspieler und Sänger. Er wurde in den 1990er Jahren vor allem als Frontmann der Hip-Hop-Band Heavy D & the Boyz bekannt.

## Leben
Myers wuchs in Mount Vernon im US-Bundesstaat New York auf. Heavy D & the Boyz war die erste Band, die beim Plattenlabel Uptown Records unter Vertrag genommen wurde. Sie veröffentlichte im Herbst 1987 ihr Debütalbum Living Large, das auch kommerziell erfolgreich war. Der Durchbruch gelang der Formation mit dem im Frühjahr 1989 erschienenen Album Big Tyme. 
Im Juni 1990 starb einer der Boyz, Trouble T-Roy, bei einem Bühnenunfall. Das im Sommer 1991 veröffentlichte Album Peaceful Journey wurde ihm als Tributealbum gewidmet und spielte für die Band Platin ein. Unter anderem waren an diesem Album Gastmusiker wie Big Daddy Kane, Kool G Rap, Grand Puba, Q-Tip, Johnny Gill, CL Smooth, Pete Rock, Aaron Hall und Daddy Freddy beteiligt.
1990 startete die US-Comedy-Serie In Living Color, für die Heavy D im Titellied rappte. Sein folgendes Album Blue Funk floppte allerdings und Heavy D konzentrierte sich auf die Schauspielerei mit Rollen in den Fernsehshows Roc und Living Single, später auch in den Filmen Life und Gottes Werk und Teufels Beitrag (beide 1999). 1991 steuerte Heavy D den Rap-Part zu Michael Jacksons Lied Jam von dem Album Dangerous bei.
Mitte 1994 erschien Nuttin’ but Love und war relativ erfolgreich. Das im Frühjahr herausgebrachte Album Waterbed Hev war ein kommerzieller Erfolg, danach widmete sich Heavy D der Fernsehserie Boston Public. Im Film Jede Menge Ärger (2002) ist Heavy D in der Rolle eines FBI-Agenten zu sehen und mit dem Musiktitel Big Trouble zu hören.
Am 8. November 2011 verstarb Myers im Alter von 44 Jahren, nachdem er mit Atemnot in eine Klinik in Los Angeles eingeliefert worden war, an einer Lungenembolie, die durch ein Blutgerinnsel verursacht wurde. Kurz vor seinem Tod nahm er mit Ziggy Marley das Lied It auf, das auf dessen 2011 erschienenen Album Wild and Free enthalten ist.

## Diskografie

### Alben
| Jahr | Titel            | Höchstplatzierung, Gesamtwochen, AuszeichnungChartplatzierungen (Jahr, Titel, Platzierungen, Wochen, Auszeichnungen, Anmerkungen) | Höchstplatzierung, Gesamtwochen, AuszeichnungChartplatzierungen (Jahr, Titel, Platzierungen, Wochen, Auszeichnungen, Anmerkungen) | Höchstplatzierung, Gesamtwochen, AuszeichnungChartplatzierungen (Jahr, Titel, Platzierungen, Wochen, Auszeichnungen, Anmerkungen) | Höchstplatzierung, Gesamtwochen, AuszeichnungChartplatzierungen (Jahr, Titel, Platzierungen, Wochen, Auszeichnungen, Anmerkungen) | Höchstplatzierung, Gesamtwochen, AuszeichnungChartplatzierungen (Jahr, Titel, Platzierungen, Wochen, Auszeichnungen, Anmerkungen) | Anmerkungen                                         |
| Jahr | Titel            | DE | AT | CH | UK | US | Anmerkungen                                         |
| ---- | ---------------- | --- | --- | --- | --- | --- | --------------------------------------------------- |
| 1987 | Living Large     | — | — | — | — | US92 (16 Wo.)US | Erstveröffentlichung: 25. Oktober 1987 mit The Boyz |
| 1989 | Big Tyme         | — | — | — | — | US19 Platin · (51 Wo.)US | Erstveröffentlichung: 26. Mai 1989 mit The Boyz     |
| 1991 | Peaceful Journey | — | — | — | UK40 (3 Wo.)UK | US21 Platin · (41 Wo.)US | Erstveröffentlichung: 2. Juli 1991 mit The Boyz     |
| 1993 | Blue Funk        | — | — | — | — | US40 Gold · (18 Wo.)US | Erstveröffentlichung: 12. Januar 1993 mit The Boyz  |
| 1994 | Nuttin’ but Love | — | — | — | — | US11 Platin · (25 Wo.)US | Erstveröffentlichung: 24. Mai 1994 mit The Boyz     |
| 1997 | Waterbed Hev     | — | — | — | — | US9 Gold · (22 Wo.)US | Erstveröffentlichung: 22. April 1997                |
| 1999 | Heavy            | — | — | — | — | US60 (6 Wo.)US | Erstveröffentlichung: 15. Juni 1999                 |

Weitere Alben
- 2008: Vibes
- 2011: Love Opus
- 2012: The Track Vault (DJ Earl feat. Heavy D) (32 mp3-Files)

### Kompilationen
- 2000: Heavy Hitz
- 2002: The Best of Heavy D. & the Boyz (The Millennium Collection)

### Singles
Heavy D & the Boyz

| Jahr | Titel Album                                           | Höchstplatzierung, Gesamtwochen, AuszeichnungChartplatzierungen (Jahr, Titel, Album, Platzierungen, Wochen, Auszeichnungen, Anmerkungen) | Höchstplatzierung, Gesamtwochen, AuszeichnungChartplatzierungen (Jahr, Titel, Album, Platzierungen, Wochen, Auszeichnungen, Anmerkungen) | Höchstplatzierung, Gesamtwochen, AuszeichnungChartplatzierungen (Jahr, Titel, Album, Platzierungen, Wochen, Auszeichnungen, Anmerkungen) | Höchstplatzierung, Gesamtwochen, AuszeichnungChartplatzierungen (Jahr, Titel, Album, Platzierungen, Wochen, Auszeichnungen, Anmerkungen) | Höchstplatzierung, Gesamtwochen, AuszeichnungChartplatzierungen (Jahr, Titel, Album, Platzierungen, Wochen, Auszeichnungen, Anmerkungen) | Anmerkungen                                                                                           |
| Jahr | Titel Album                                           | DE | AT | CH | UK | US | Anmerkungen                                                                                           |
| ---- | ----------------------------------------------------- | --- | --- | --- | --- | --- | --- |
| 1986 | Mr. Big Stuff Living Large                            | — | — | — | UK61 (9 Wo.)UK | — | Erstveröffentlichung: November 1986                                                                   |
| 1989 | We Got Our Own Thang Big Tyme                         | — | — | — | UK69 (3 Wo.)UK | — | Erstveröffentlichung: Juni 1989                                                                       |
| 1990 | We Got Our Own Thang (Peace Love & Heaviness Remix) – | — | — | — | UK94 (2 Wo.)UK | — | Erstveröffentlichung: Juli 1990 Remix: Bryan Chuck New, Phil Chill                                    |
| 1991 | Now That We Found Love Peaceful Journey               | DE4 (22 Wo.)DE | AT8 (12 Wo.)AT | CH4 (16 Wo.)CH | UK2 (12 Wo.)UK | US11 Gold · (22 Wo.)US | Erstveröffentlichung: Juni 1991 Original: The O’Jays (1973) Autoren: Leon Huff, Kenny Gamble, Heavy D |
| 1991 | Is It Good to You Peaceful Journey                    | — | — | — | UK46 (3 Wo.)UK | US32 (20 Wo.)US | Erstveröffentlichung: September 1991                                                                  |
| 1994 | Got Me Waiting Nuttin’ but Love                       | — | — | — | — | US20 (20 Wo.)US | Erstveröffentlichung: März 1994                                                                       |
| 1994 | Nuttin’ but Love                                      | — | — | — | — | US40 (20 Wo.)US | Erstveröffentlichung: Juni 1994                                                                       |
| 1994 | This Is Your Night Nuttin’ but Love                   | — | — | — | UK30 (3 Wo.)UK | — | Erstveröffentlichung: September 1994                                                                  |
| 1994 | Black Coffee Nuttin’ but Love                         | — | — | — | — | US57 (15 Wo.)US | Erstveröffentlichung: Oktober 1994                                                                    |
| 1997 | Big Daddy Waterbed Hev                                | — | — | — | — | US18 Gold · (19 Wo.)US | Erstveröffentlichung: Februar 1997                                                                    |

Weitere Singles
- 1987: The Overweight Lovers in the House
- 1987: Chunky but Funky
- 1987: Money Ernin’ Mt. Vernon (feat. Al B. Sure)
- 1988: Don’t You Know
- 1988: Overweighter
- 1989: Somebody for Me
- 1989: More Bounce
- 1989: Gyrlz, They Love Me
- 1989: Big Tyme
- 1991: Peaceful Journey
- 1991: The Lover’s Got What U Need
- 1991: Don’t Curse
- 1992: Who’s the Man?
- 1992: Truthful
- 1994: Sex wit You
- 1994: I Got Love for Ya
- 1994: Megamix

### Sonstige Singles
| Jahr | Titel Album             | Höchstplatzierung, Gesamtwochen, AuszeichnungChartplatzierungen (Jahr, Titel, Album, Platzierungen, Wochen, Auszeichnungen, Anmerkungen) | Höchstplatzierung, Gesamtwochen, AuszeichnungChartplatzierungen (Jahr, Titel, Album, Platzierungen, Wochen, Auszeichnungen, Anmerkungen) | Höchstplatzierung, Gesamtwochen, AuszeichnungChartplatzierungen (Jahr, Titel, Album, Platzierungen, Wochen, Auszeichnungen, Anmerkungen) | Höchstplatzierung, Gesamtwochen, AuszeichnungChartplatzierungen (Jahr, Titel, Album, Platzierungen, Wochen, Auszeichnungen, Anmerkungen) | Höchstplatzierung, Gesamtwochen, AuszeichnungChartplatzierungen (Jahr, Titel, Album, Platzierungen, Wochen, Auszeichnungen, Anmerkungen) | Anmerkungen                           |
| Jahr | Titel Album             | DE | AT | CH | UK | US | Anmerkungen                           |
| ---- | ----------------------- | --- | --- | --- | --- | --- | ------------------------------------- |
| 1992 | Jam Dangerous           | DE18 (19 Wo.)DE | AT28 (3 Wo.)AT | CH22 (4 Wo.)CH | UK13 (6 Wo.)UK | US26 (14 Wo.)US | Musiklabel: Epic mit Michael Jackson  |
| 1997 | Need Your Love Timeless | — | — | — | — | US70 (5 Wo.)US | Big Bub feat. Queen Latifah & Heavy D |

Weitere Singles
- 1989: Just Coolin’ (LeVert feat. Heavy D)
- 1992: Respect Due (mit Daddy Freddy)
- 1993: Respect Due (The Sly & Robbie Remixes) (Daddy Freddy feat. Heavy D und Frankie Paul)
- 1993: More Love (mit Robert Ffrench)
- 1993: Run Check
- 1993: Hotness (mit Buju Banton)
- 1994: Let’s Get It On (mit 2Pac, Grand Puba, The Notorious B.I.G. und Spunk Bigga)
- 1995: Walls Come Tumblin’ Down (mit Cocoa Tea)
- 1996: Big Daddy
- 1997: Keep It Comin
- 1997: I’ll Do Anything
- 1999: Don’t Stop
- 1999: A World Celebration (Cunnie Williams feat. Heavy D)
- 2003: SupaStar Remix (Montell Jordan feat. Heavy D)
- 2005: Never Did It Before

## Auszeichnungen für Musikverkäufe
| Goldene Schallplatte - Japan - 2000: für das Album Peaceful Journey |

Anmerkung: Auszeichnungen in Ländern aus den Charttabellen bzw. Chartboxen sind in ebendiesen zu finden.
| Land/RegionAuszeichnungen für Musikverkäufe (Land/Region, Auszeichnungen, Verkäufe, Quellen) | Gold     | Platin     | Verkäufe  | Quellen    |
| -------------------------------------------------------------------------------------------- | -------- | ---------- | --------- | ---------- |
| Japan (RIAJ)                                                                                 | Gold1    | —          | 100.000   | riaj.or.jp |
| Vereinigte Staaten (RIAA)                                                                    | 4× Gold4 | 3× Platin3 | 5.000.000 | riaa.com   |
| Insgesamt                                                                                    | 5× Gold5 | 3× Platin3 |           |            |

## Filmografie (Auswahl)
- 1988: College Fieber (A Different World) (Staffel 3, Folge 6)
- 1990: Booker (Fernsehserie, eine Folge)
- 1991: Der Prinz von Bel-Air (Staffel 1, Folge 9)
- 1992: Geschichten aus der Gruft (Tales from the Crypt) (Fernsehserie, eine Folge)
- 1993: Roc (Fernsehserie, vier Folgen)
- 1995: New Jersey Drive
- 1999: Lebenslänglich (Life)
- 1999: Gottes Werk & Teufels Beitrag (The Cider House Rules)
- 2000: Next Afternoon
- 2000–2003: Boston Public (Fernsehserie, 13 Folgen)
- 2002: Jede Menge Ärger
- 2003: Black Listed
- 2005: Bones – Die Knochenjägerin (Bones) (Fernsehserie, drei Folgen)
- 2006: Step Up
- 2011: Aushilfsgangster (Tower Heist)

## Ehrungen
- 1990: Soul Train Music Award in der Kategorie Best Rap Album für Big Time, weitere Nominierungen 1988, 1990 und 1992
- vier Nominierungen für einen Grammy Award 1992, 1995, 1997 und 2009